# Melibe viridis
Melibe viridis is een slakkensoort uit de familie van de Tethydidae. De wetenschappelijke naam van de soort is voor het eerst geldig gepubliceerd in 1858 door Kelaart.
De soort eet door een soort van orale sluier voor het lijf uit te spreiden en daarin prooidiertjes te vangen.